# Other Backward Classes
 (novembre 2020).
En Inde, les Other Backward Classes (OBC) sont les castes qui sont défavorisées sur le plan éducatif ou social. 
Cette expression est employée par le gouvernement. C'est l'une des nombreuses classifications officielles de la population de l'Inde, avec la classe générale, et les castes et tribus répertoriées. Selon le rapport de la Commission Mandal de 1980, les OBC représentent 52 % de la population du pays. En 2006, un sondage estime leur proportion à 41 %,. Le nombre d'OBC est objet de débat. Les Other Backward Classes et les castes répertoriées sont toutes deux des castes « en retard » que le système de castes traite de la même manière.
Dans la Constitution de l'Inde, les OBC sont décrits comme des « classes en retard sur le plan social et éducatif ». Sur ces plans, le gouvernement est invité à assurer leur développement. Par exemple, 27 % des places dans le secteur public et l'enseignement supérieur sont réservées aux OBC. La liste des OBC maintenue par le ministère indien de la justice sociale et de l'autodétermination est dynamique, les castes et les communautés étant ajoutées ou supprimées en fonction de facteurs sociaux, éducatifs et économiques. En réponse à une question posée à Lok Sabha, le ministre de l'Union, Jitendra Singh, déclare que, comme en janvier 2016, le pourcentage des OBC dans les services du gouvernement central est de 21,57 % et a tendance à augmenter depuis septembre 1993. De même, en 2015, dans les établissements d'enseignement, les fonds destinés aux étudiants OBC sont sous-utilisés ou mal utilisés. Les infrastructures ne sont pas modernisées le quota de 49 % de recrutement des enseignants, pas respecté.
Jusqu'en 1985, les affaires des classes en retard sont gérées par la cellule des classes en retard du ministère de l'Intérieur. Un ministère distinct de la protection sociale est créé en 1985 (renommé en 1998 en ministère de la justice sociale et de l'autonomisation) pour s'occuper des questions relatives aux castes répertoriées, aux tribus répertoriées et aux OBC. La Division des classes en retard du ministère s'occupe de la politique, de la planification et de la mise en œuvre des programmes relatifs à l'autonomisation sociale et économique des OBC, et des questions relatives à deux institutions créées pour le bien-être des OBC, la National Backward Classes Finance and Development Corporation et la Commission Nationale des Classes en Retard.

## Obligation du gouvernement
En vertu de l'article 340 de la Constitution indienne, la promotion du bien-être des OBC est obligatoire pour le gouvernement : « Le président peut, par ordonnance, nommer une commission composée des personnes qu'il juge appropriées pour enquêter sur les conditions des classes socialement et pédagogiquement en retard sur le territoire de l'Inde et sur les difficultés qu'elles rencontrent et pour faire des recommandations sur les mesures à prendre par le syndicat ou tout autre État pour éliminer ces difficultés et améliorer leur condition, ainsi que sur les subventions à accorder. L'ordonnance portant nomination de cette commission doit définir la procédure à suivre par la commission.... Une commission ainsi nommée enquête sur les questions qui lui sont soumises et présente au président un rapport exposant les faits qu'elle a constatés et formulant les recommandations qu'elle juge appropriées. »
Une décision de 1992 de la Cour suprême de l'Inde aboutit à l'obligation de réserver 27 % des postes de la fonction publique aux membres des OBC. En réponse à une question posée à Lok Sabha, le ministre de l'Union, Jitendra Singh, déclare que, en janvier 2016, le pourcentage de OBC dans les emplois du gouvernement central est de 21,57 %. Cette différence entre la proportion de communautés différentes dans les établissements d'enseignement supérieur est principalement due à la différence de scolarisation primaire[réf. nécessaire].

## Démographie

### Première commission des classes en retard
| Religion / Caste | Castes répertoriées | Tribus répertoriées | OBC   | Général ou Autres |
| ---------------- | ------------------- | ------------------- | ----- | ----------------- |
| hindouisme       | 22,2%               | 5%                  | 42,8% | 26%               |
| Islam            | 0,0%                | 0,5%                | 39,2% | 59,5%             |
| Christianisme    | 0,0%                | 23,8%               | 41,3% | 39,7%             |
| Sikhisme         | 19,1%               | 0,9%                | 2,4%  | 77,5%             |
| Jaïnisme         | 0,0%                | 2,6%                | 3,0%  | 94,3%             |
| bouddhisme       | 89,5%               | 7,4%                | 0,4%  | 2,7%              |
| Zoroastrisme     | 0,0%                | 15,9%               | 13,7% | 70,4%             |
| Autres           | 2,6%                | 82,5%               | 6,25  | 8,7%              |
| Total            | 19,7%               | 8,5%                | 43,1% | 28,8%             |

Les informations ci-dessous sont obtenues par les données disponibles de la National Sample Survey Organisation 55th (1999-2000) et de la National Sample Survey 61st Rounds (2004-05) Round Survey.
La première commission des classes en retard est créée par décret présidentiel le 29 janvier 1953 sous la présidence de Kaka Kalelkar. Elle présente son rapport le 30 mars 1955. On y trouve une liste de 2 399 castes ou communautés en retard en Inde, dont 837 sont classées comme «les plus en retard». Certaines des recommandations les plus notables de la commission Kalelkar sont :
1. Effectuer un dénombrement de la population par caste lors du recensement de 1961;
2. Relier le retard social d'une classe à sa position basse dans la hiérarchie traditionnelle des castes de la société indienne;
3. Traiter toutes les femmes comme une classe «en retard»;
4. Réservation de 70% de places dans toutes les institutions techniques et professionnelles pour les étudiants qualifiés des classes en retard.
5. Réservation de postes vacants dans tous les services gouvernementaux et collectivités locales pour les autres classes en retard.

La commission, dans son rapport final, recommande « la caste comme critère » pour déterminer le retard. Cependant, le rapport n'est pas accepté par le gouvernement[réf. nécessaire].

### Commission Mandal
Le 1er janvier 1979, la décision de créer une deuxième commission des classes en retard est officialisée par le président. La commission populairement connue sous le nom de Commission Mandal, son président étant BP Mandal, soumet un rapport en décembre 1980 selon lequel la population des OBC, toutes religions confondues, représente environ 52 % de la population totale. Le nombre de castes et de communautés en retard est de 3 743 dans la liste initiale de la commission Mandal établie en 1979-1980,. Le nombre de castes en retard dans la liste centrale des OBC augmente et vaut 5 013 (sans les chiffres pour la plupart des territoires de l'Union) en 2006 selon la Commission Nationale pour les Classes Arriérées,,. La Commission Mandal élabore 11 indicateurs ou critères pour identifier les OBC, dont quatre sont économiques.
L'Enquête nationale par sondage trouve une part de 41% Cependant, ce chiffre est objet de débat, dans la mesure où des politiques partisanes peuvent influencer le recensement.
Le quota de 27 % est recommandé sachant que la loi interdit les quotas supérieurs à 50 % (les États respectant déjà ce quota minimal ne sont pas concernés par la recommandation). La commission propose le schéma général suivant de réservation pour OBC :
1. Les candidats appartenant à l'OBC recrutés au mérite lors d'un concours général ne doivent pas être ajustés par rapport à leur quota de réservation de 27%.
2. La réserve ci-dessus doit également s'appliquer au quota de promotion à tous les niveaux.
3. Le contingent réservé restant non rempli devrait être reporté pendant une période de trois ans et dé-réservé par la suite.
4. L'assouplissement de la limite d'âge supérieure pour le recrutement direct devrait être étendu aux candidats de l'OBC de la même manière que dans le cas des castes et tribus répertoriées.
5. Un système de fichier pour chaque catégorie de postes devrait être adopté par les autorités concernées de la même manière que ce qui est actuellement fait pour les candidats de caste et de tribu inscrits.

Tout le secteur public ainsi que les entreprises privées recevant une aide gouvernementale sont concernés par ces recommandations. Les universités doivent aussi les respecter. Bien que l'éducation soit considérée comme un facteur important pour apporter un changement social souhaité, la «réforme de l'éducation» ne relève pas du mandat de cette commission. Pour promouvoir l'alphabétisation, les mesures suivantes sont suggérées :
1. Un programme intensif limité dans le temps pour l'éducation des adultes doit être lancé dans certaines zones à forte concentration de population OBC.
2. Des pensionnats indiens doivent être créés dans ces régions, pour les élèves des classes en retard, afin de créer un climat propice aux études sérieuses. Toutes les installations de ces écoles, y compris la nourriture et le logement, doivent être fournies gratuitement pour attirer les élèves issus de familles pauvres.
3. Des foyers séparés pour les étudiants OBC avec les installations ci-dessus doivent être fournis.
4. La formation professionnelle est jugée impérative.
5. Il est recommandé que des places soient réservées aux étudiants de l'OBC dans toutes les institutions scientifiques, techniques et professionnelles gérées par les gouvernements central et des États[réf. nécessaire].

### Sous-catégorisation des OBC
En octobre 2017, le président indien Ram Nath Kovind notifie une commission de cinq membres dirigée par l'ancien juge en chef de la Haute Cour de Delhi, G.Rohini, en vertu de l'article 340 de la Constitution indienne, pour évoquer l'idée de sous- catégorisation,, La Commission nationale des classes en retard le recommande en 2011 et un comité permanent le répète. Le comité décide de trois points :
1. Examiner « l'étendue de la répartition inéquitable des avantages des quotas » entre les différentes castes et communautés qui relèvent de la liste centrale de l'OBC.
2. Élaborer le mécanisme, les critères et les paramètres de la sous-catégorisation réelle. Le quota OBC réel continue à être de 27 % et dans ce cadre, le comité doit réorganiser celui-ci.
3. Mettre de l'ordre dans la liste centrale des OBC en supprimant toutes les répétitions.

Le comité doit remettre le rapport dans les 12 semaines suivant sa constitution. Les OBC inférieurs forment environ 35 % de la population de l'Uttar Pradesh. Onze États mettent en œuvre la sous-catégorisation à leur échelle : Bengale occidental, Tamil Nadu, Maharashtra, Andhra Pradesh, Telangana, Karnataka, Jharkhand, Bihar, région de Jammu-et-Cachemire et Haryana, et le territoire de l'union de Pondichéry. Le mandat de la commission est prolongé jusqu'au 31 mai 2019. Son rapport indique que les principaux bénéficiaires du quota à 97% OBC comprennent les castes Yadav, Kurmi, Jat (les Jats du Rajasthan à l'exception de ceux de Bharatpur et du district de Dholpur sont dans la liste centrale de l'OBC), les castes Saini, Thevar, Ezhava et Vokkaliga.

## Litiges juridiques

### Critère de lacouche crémeuseet critique de l'efficacité des quotas
En 1975, le terme couche crémeuse est employé pour la première fois par le juge Krishna Iyer dans l'affaire État du Kerala contre NM Thomas, dans laquelle il observe que « le danger de« quotas», me semble-t-il, est triple. Ses avantages, dans l'ensemble, sont arrachés par la couche crémeuse supérieure de la caste ou classe « en retard », gardant ainsi les plus faibles parmi les faibles toujours faibles et laissant les couches chanceuses consommer tout le gâteau »,. En 199[Quoi ?], l'arrêt Indra Sawhney / Union of India fixe les limites des pouvoirs de l'État : il maintient le plafond des quotas de 50 pour cent, souligné le concept de «retard social» et prescrit 11 indicateurs pour le déterminer. L'arrêt de la magistrature de neuf juges établit le concept d'exclusion qualitative, telle que «couche crémeuse»,,. La couche crémeuse n'est applicable que dans le cas des autres castes en retard et non applicable sur d'autres groupes comme les castes ou tribus répertoriées. Le critère de la couche crémeuse est introduit à Rs 100 000 en 1993 et révisé à Rs 250 000 en 2004, Rs 450 000 en 2008 et Rs 600 000 en 2013. En octobre 2015, la Commission Nationale pour les Classes en retard propose qu'un revenu familial annuel de 1,5 million de roupies chez une personne appartenant à une OBC soit un minimum. Cette commission recommande aussi de diviser les OBC en catégorie en retard, plus en retard et extrêmement en retard et de diviser le quota de 27 % entre eux en proportion de leur population, afin de garantir que des OBC plus forts ne capturent pas les avantages du quota,. En août 2017, le gouvernement de la NDA annonce que le plafond de la couche crémeuse dans la catégorie OBC pour obtenir des quotas d'emplois, est augmenté de Rs 6 lakh par an à Rs 8 lakh.

### Suspension provisoire de la Cour suprême
Le 29 mars 2007, la Cour suprême de l'Inde, à titre de mesure provisoire, suspend la loi prévoyant une réservation de 27 % pour les autres classes en retard dans les établissements d'enseignement comme les IIT et les IIM, en réponse à un litige d'intérêt public, opposant Ashola Kumar Thakur et l'Union de l'Inde. La Cour juge que le recensement de 1931 ne peut être un facteur déterminant pour l'identification des OBC à des fins de quota. Le tribunal observe aussi que « le quota ne peut être permanent et semble perpétuer le retard ».

### Verdict de la Cour suprême
Le 10 avril 2008, la Cour suprême de l’Inde confirme l'initiative du gouvernement de fixer des quotas OBC de 27 % dans les institutions financées par le gouvernement. La Cour réitère sa position antérieure selon laquelle ceux considérés comme faisant partie de la «couche crémeuse» sont exclus du champ d'application de la politique de réservation par les institutions financées par le gouvernement et par les institutions privées. Le verdict produit des réactions mitigées de la part des partisans et opposés.
Plusieurs critères pour identifier la partie de la population comprenant la couche crémeuse sont recommandés, dont les suivants :
- Enfants de ceux dont le revenu familial est supérieur à 250 000  par an, puis 450 000  par an à partir d'octobre 2008 et maintenant 800 000  par an, doivent être considérés comme une couche crémeuse et exclus du quota de réservation.
- Les enfants de médecins, d'ingénieurs, de comptables agréés, d'acteurs, de consultants, de professionnels des médias, d'écrivains, de bureaucrates, d'officiers de la défense de colonel et de grade équivalent ou supérieur, de juges de la Haute Cour et de la Cour suprême, et de tous les fonctionnaires de classe A et B du gouvernement central et de l'État doivent être exclu.
- La Cour demande aussi au Parlement d'exclure les enfants de députés.

### Conclusions de la Cour suprême
1. La loi de 2006 sur la Constitution (quatre-vingt-treizième amendement) ne viole pas la «structure de base» de la Constitution dans la mesure où elle concerne les institutions publiques et les établissements d'enseignement assistés. La question de savoir si la loi constitutionnelle (quatre-vingt-treizième amendement) de 2006 serait constitutionnellement valide ou non en ce qui concerne les établissements d'enseignement «privés sans aide» est laissée ouverte à la décision dans un cas approprié.
2. Le principe de la couche crémeuse est l'un des paramètres permettant d'identifier les classes en retard. Par conséquent, il ne s'applique pas aux castes et tribus répertoriées, car il s'agit de classes distinctes.
3. De préférence, un examen du changement de circonstances doit avoir lieu après dix ans.
4. Un diplôme (excepté les diplômes techniques) ou un cours professionnel considéré comme progressif sur le plan éducatif.
5. Principe d'exclusion de la couche crémeuse applicable aux OBC.
6. Le Gouvernement central examine l'occasion de fixer une note limite pour les candidats appartenant aux autres classes en retard (OBC) afin d'équilibrer le quota avec d'autres intérêts sociétaux et de maintenir des normes d'excellence, pour que la qualité et le mérite n'en souffrent pas. Si des sièges restent vacants après l'adoption de ces normes, ils sont occupés par des candidats des catégories générales.
7. En ce qui concerne la détermination des classes en amont, une notification devrait être émise par l’Union indienne. Cela ne peut être fait qu'après exclusion de la couche crémeuse pour laquelle les données nécessaires doivent être obtenues par le gouvernement central auprès des gouvernements des États et des territoires de l'Union. Une telle notification peut être contestée au motif d'une exclusion ou d'une inclusion injustifiée. Les normes doivent être fixées en tenant compte des particularités des différents États et territoires de l'Union. Les autres classes en retard doivent être correctement identifiées. À cette fin, la Commission créée conformément aux instructions de notre Cour dans Indra Sawhney 1 doit travailler plus efficacement et ne pas se contenter de statuer sur les demandes d'inclusion ou d'exclusion de castes.
8. Le Parlement doit fixer une date limite à partir de laquelle chaque enfant bénéficie de l'enseignement gratuit et obligatoire, et ce dans un délai de six mois. Le droit à une éducation gratuite et obligatoire est peut-être le plus important de tous les droits fondamentaux (article 21 A). En effet, sans éducation, il devient extrêmement difficile d'exercer d'autres droits fondamentaux.
9. S'il est démontré au gouvernement central que l'établissement mérite d'être inclus dans l'annexe (instituts qui sont exclus des réserves) de la loi de 2006 (no 5 de 2007) sur les établissements d'enseignement centraux (réservation d'admission), le gouvernement central doit prendre une décision appropriée à partir des documents déposés et sur l'examen des questions concernées pour savoir si l'Institution mérite d'être incluse dans l'annexe dudit acte tel que prévu à l'article 4 dudit acte.
10. Jugé que la détermination des SEBC ne se fait pas uniquement sur la caste et que, par conséquent, l'identification des SEBC ne viole pas l'article 15 (1) de la Constitution.

### Litige des Jats
En mars 2015, la Cour suprême de l'Inde abandonne les quotas de Jats, affirmant qu'ils ne sont pas socialement ni économiquement en retard en référence à l'opinion de Commission Nationale pour les Classes en Retard,,,. Un jugement de la Cour suprême annule la proposition d'inclure les Jats dans la liste centrale des OBC au motif que les Jats ont déjà le statut d'OBC dans 9 États. Le 21 juillet 2015, la Cour suprême rejette la demande de révision du Centre pour son verdict d'annulation de la réserve Jat dans les OBC.

## Chrétiens OBC
Le gouvernement de l'État du Karnataka émet une notification accordant des avantages de réservation OBC aux chrétiens Brahmanes, Kuruba, Madiga, Akkasali, Sudri,Setty Balija, Nekara, Paravar, Lambani et aux membres de castes répertoriées convertis au christianisme.
Le gouvernement du Kerala accorde des avantages de réservation OBC aux catholiques latins, aux anglo-indiens et aux chrétiens Nadar inclus dans l'Église unie du sud de l'Inde.
Le gouvernement du Maharashtra accorde des avantages de réservation OBC aux Indiens de l'Est, aux chrétiens des Indes orientales et aux catholiques des Indes orientales.

## Brahmanes figurant sur les listes OBC
- Les Brahmanes Daivadnya dans l'État du Karnataka[44]
- Bhargav Dakaut ou Brahmanes Joshi dans les États du Rajasthan[45], Madhya Pradesh, Haryana, Punjab et Delhi
- Les Brahmanes Kattaha dans l'État du Rajasthan.
- Les Brahmanes Vishwa dans l'État du Kerala et du Tamil Nadu.
- Les Brahmanes Jangid dans l'État du Rajasthan, haryana, punjab.
- Les Brahmanes Saurashtra dans les États du Tamil Nadu[46] et du Kerala[47].
- Les Brahmanes du Maharashtra dans l'État du Kerala[48]
- Les Brahmanes Rudraja dans les États du Bengale occidental, de l'Assam et de Tripura.
- Les Brahmanes Rajapur Saraswat dans les États de Maharashtra, Kerala et Karnataka[49].
- Les Brahmanes Rajapur Saraswat dans les États du Maharashtra, du Kerala et du Karnataka[50],[51].

## Listes
Les listes des OBC sont conservées à la fois par la Commission Nationale pour les Classes en Retard et par les États individuels. Une communauté identifiée comme un OBC nationalement reconnu dans la liste centrale de NCBC peut être reconnue seulement dans des états spécifiques ou seulement dans des zones limitées dans des États spécifiques. Parfois, seules certaines parties d'une communauté sont ainsi classées.